# Кредаро
Кредаро (італ. Credaro) — муніципалітет в Італії, у регіоні Ломбардія,  провінція Бергамо.
Кредаро розташоване на відстані близько 470 км на північний захід від Рима, 65 км на схід від Мілана, 21 км на схід від Бергамо.
Населення — 3537 осіб (2014).

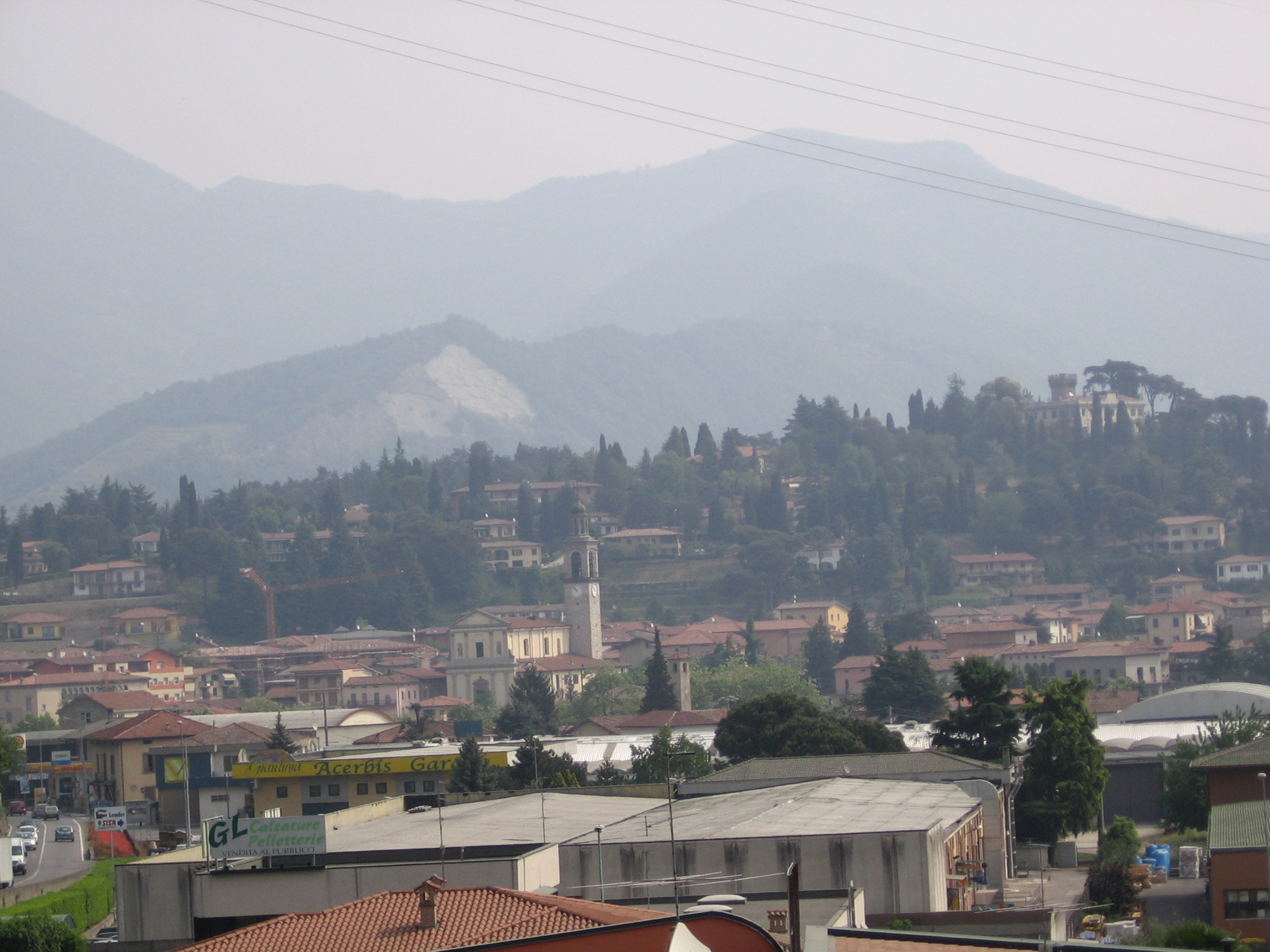

Щорічний фестиваль відбувається 23 квітня. Покровитель — святий Юрій.

## Демографія
Населення за роками:

Станом на 1 січня 2023 року в муніципалітеті офіційно проживало 605 іноземців з 34 країн, серед них 72 громадяни країн Євросоюзу та 18 громадян України.

## Сусідні муніципалітети
- Капріоло
- Кастеллі-Калепіо
- Гандоссо
- Паратіко
- Трескоре-Бальнеаріо
- Віллонго
- Цандоббіо